# K. J. Hamler
Kahlee Jacoby „K. J.“ Hamler (* 8. Juli 1999 in Pontiac, Michigan) ist ein US-amerikanischer American-Football-Spieler. Er spielt auf der Position des Wide Receivers zurzeit für die Buffalo Bills in der National Football League (NFL). Zuvor stand Hamler drei Jahre lang bei den Denver Broncos sowie zwischenzeitlich bei den Indianapolis Colts unter Vertrag.

## College
Hamler war drei Jahre lang an der Penn State, wovon er allerdings nur zwei Jahre für die Penn State Nittany Lions spielte. 2016, in seinem letzten Jahr an der High School, hatte Hamler sich am Knie verletzt. 2017, in seinem ersten Jahr am College, spielte er noch nicht aktiv für sein College, sondern setzte das Jahr als Redshirt aus, um sich von seiner Knieverletzung zu erholen und für das kommende Jahr zu trainieren. In seinem ersten aktiven Jahr (2018) erzielte er für sein Team als Wide Receiver 754 Yards Raumgewinn und erzielte 5 Touchdowns. Außerdem erzielte er einen weiteren Touchdown als Läufer. 2019 konnte sich Hamler steigern und erzielte für sein Team 904 Yards Raumgewinn sowie 8 Touchdowns. Die Saison lief für Hamler nicht nur individuell erfolgreich. Mit seinem Team konnte er den Cotton Bowl Classic gegen Memphis gewinnen. Obwohl er berechtigt war, noch zwei weitere Jahre am College zu bleiben, entschied Hamler nach dem Sieg des Cotton Bowl, sich für den kommenden NFL Draft melden.

## NFL
Hamler wurde im NFL Draft 2020 in der zweiten Runde an Position 46 von den Denver Broncos ausgewählt. Damit war er nach Jerry Jeudy bereits der zweite Wide Receiver, den die Broncos bei dem 2020er Draft wählten. Als Rookie fing Hamler 30 Pässe für 381 Yards und drei Touchdowns. In seiner zweiten NFL-Saison riss er sich am dritten Spieltag das Kreuzband und fiel damit für den Rest der Saison aus. Zuvor hatte er fünf Pässe für 74 Yards gefangen.
Am 31. Juli 2023 gab Hamler bekannt, dass bei ihm Perikarditis diagnostiziert worden war. Daraufhin unterzog er sich einer Behandlung und wurde daher von den Broncos entlassen.
Am 30. September 2023 nahmen die Indianapolis Colts Hamler für ihren Practice Squad unter Vertrag. Für die Saison 2024 unterschrieb Hamler im Januar 2024 bei den Buffalo Bills.